# Marion Angus
Marion Emily Angus (1865 – 1946) è stata una poetessa e scrittrice scozzese, componendo le sue poesie in lingua scots (anche Braids Scots) e la sua prosa in inglese.
Considerata l'antesignana del Rinascimento scozzese tra le due guerre mondiali, la sua produzione poetica differisce dalla tradizione lallana di Robert Burns, procedendo in una direzione simile a quella di Hugh MacDiarmid, Violet Jacob e altri.

## Analisi
Il critico Colin Milton scrive: "Marion Angus è una poetessa dai margini sociali e psicologici: le sue poesie alludono e suggeriscono piuttosto che dichiarare, spesso trasmettendo sentimenti repressi o non ricambiati, e stati liminali." La sua esplorazione dell'esperienza femminile si contrasta con la "poesia principalmente dominata dal maschile nel periodo del 'Movimento Rinascimentale'." Tipico della semplicità narrativa delle sue prime composizioni, è questa strofa presa da "Mary's Sang (Maria cantava)", apparsa su The Tinker's Road:
My beloved sall ha'e this he'rt tae break,

Reid, reid wine and the barley cake;

A he'rt tae break, an' a mou' tae kiss,

Tho' he be nae mine, as I am his.

## Opere
- Round about Geneva (Aberdeen: T. Bunkle & Co., 1899). Viaggi
- Christabel's Diary (Aberdeen: T. Bunkle & Co., 1899). Diario immaginario
- 'Green beads, the story of a lost love'. Pearson's Magazine (Londra), maggio 1906. Racconto
- Sheriff Watson of Aberdeen: the Story of his Life and his Work for the Young (Aberdeen: Daily Journal, 1913). Biografia
- Robert Henry Corstorphine (Aberdeen: T. Bunkle & Co., 1942). Contributo
- The Lilt and Other Verses (Aberdeen: Wylie and Sons, 1922)
- The Tinker's Road and Other Verses (Glasgow/Londra: Gowans & Gray, 1924)
- Sun and Candlelight (Edimburgo: Porpoise Press, 1927). Versi
- The Singin' Lass (Edimburgo: Porpoise Press, 1929). Versi
- The Turn of the Day (Edimburgo: Porpoise Press, 1931). Versi
- Lost Country (Glasgow: Gowans & Gray, 1937). Versi
- Selected Poems of Marion Angus, redatto da Helen B. Cruickshank & Maurice Lindsay (Edimburgo: Serif Books, 1950). Include una breve biografia.
- Voices from their Ain Countrie: the poems of Marion Angus and Violet Jacob, cur. da Katherine Gordon (Glasgow: Association for Scottish Literary Studies, 2006). ISBN 0-948877-76-6. Include bibliografia.
- The Singin Lass. Selected Works of Marion Angus, curato e compilato da Aimée Chalmers (Edimburgo: Polygon, 2006), ISBN 1-904598-64-1. Scelta di poesie e prosa, illustrato, con bibliografia.[4]